# Come to Me
„Come to Me” – utwór R&B/hip-hop stworzony na czwarty solowy album studyjny amerykańskiego rapera Diddy'ego pt. Press Play (2006). Wyprodukowany przez Younglorda, Jai'a i Diddy'ego oraz nagrany z gościnnym udziałem wokalistki R&B Nicole Scherzinger. Został wydany jako pierwszy singel promujący krążek 9 października 2006 roku.

## Informacje o singlu
Utwór stworzony został przez wykonawców − Diddy'ego i Nicole Scherzinger, a także szereg muzyków hip-hopowych: Rogera Greene'a Jr., Jacoba White'a, Mike'a Winansa, Shannona Lawrence'a, Richarda Friersona i Shaya Winansa. Ostatni ze współautorów skomponował również drugi singel promujący album Press Play, "Tell Me". "Come to Me" zawiera sampel z piosenki "Hyphy", wykonywanej przez rapera Keak da Sneak.
Zremiksowana wersja reggae wyciekła do stacji radiowych we wrześniu 2006; po raz pierwszy zaprezentowała go lokalna stacja radiowa w Syracuse. W tejże wersji kompozycji gościnnie swego głosu użyczył Elephant Man. Inny remiks "Come to Me" ukazał się z wokalem zmarłego rapera Notoriousa B.I.G. Oficjalny remiks piosenki został gościnnie nagrany z udziałem Nicole Scherzinger, Yung Joca, T.I. oraz Young Dro.
W celach promocyjnych, utwór kilkakrotnie prezentowany był na plenerowych imprezach muzycznych z udziałami zarówno Nicole Scherzinger, jak i Cassie czy zespołu Danity Kane. "Come to Me" uświetnił uroczystość wręczenia nagród MTV Europe Music Awards w 2006 oraz mecz pomiędzy zespołami Miami Dolphins i Pittsburgh Steelers rozpoczynający sezon NFL.

## Wydanie singla
"Come to Me" zadebiutował na notowaniu Billboard Hot 100 na pozycji #93 dnia 16 września 2006. Następnego tygodnia singel zanotował największą korzystną zmianę miejsc na pozycję #25. W ósmym tygodniu od debiutu piosenka uzyskała, jako najwyższe, miejsce #9. Singel w sumie spędził na liście dwadzieścia tygodni.
Na notowaniu UK Singles Chart kompozycja zyskała pozycję #4 w drugim tygodniu od debiutu. Piosenka spędziła w sumie w Top 75 na oficjalnej liście najlepiej sprzedających się singli w Wielkiej Brytanii dwanaście tygodni. Porównywalne miejsca "Come to Me" zanotował na listach przebojów w zachodnioeuropejskich krajach. Kompozycja znalazła się w Top 10 oficjalnych notowań w takich krajach jak Austria, Dania, Finlandia, Irlandia, czy Niemcy.
"Come to Me" to utwór, który był najbardziej popularny z singli promujących album Press Play zarówno w Stanach Zjednoczonych jak i pozostałych państwach świata.

## Teledysk
Teledysk do singla miał premierę dnia 8 sierpnia 2006 w programie Access Granted stacji telewizyjnej BET.
Klip rozpoczyna się ujęciem prezentującym wstającego z łóżka Seana Combsa wśród skąpo ubranych dziewcząt. Jedna z nich odbiera telefon komórkowy Nokia 8800 (w ówczesnym czasie model ten nie był dostępny na rynku, jego udział w teledysku uznaje się więc za promocję telefonu) i wychodzi. Następnie akcja klipu przenosi się do klubu, w którym bawi się Nicole Scherzinger. Raper podchodzi do niej, a następnie tańczy. Kolejne ujęcie zarejestrowane jest w pewnym budynku, kiedy to w ciemnym miejscu tańczy przed Scherzinger Diddy, którego nie widać. Potem Combs znika, a wokalistka podążając za nim gubi się w labiryncie. W finalnym ujęciu artyści znajdują się i razem tańczą w pomieszczeniu pośród reflektorów.

## Listy utworów i formaty singla
Ogólnoświatowy maxi singel CD
1. Come to Me — 4:34
2. Been Around the World — 5:28
3. Come to Me (Videoclip) — 4:45

## Pozycje na listach przebojów
| Lista przebojów (2006)            | Najwyższa pozycja |
| --------------------------------- | ----------------- |
| Australia ARIA Singles Chart      | 11                |
| Austria Singles Chart             | 8                 |
| Belgia Singles Chart              | 25                |
| Dania Singles Chart               | 3                 |
| Finlandia Singles Chart           | 7                 |
| Francja Singles Chart             | 15                |
| Holandia Top 40 Chart             | 2                 |
| Irlandia Singles Chart            | 3                 |
| Niemcy Singles Chart              | 6                 |
| Nowa Zelandia RIANZ Singles Chart | 25                |

| Lista przebojów (2006)              | Najwyższa pozycja |
| ----------------------------------- | ----------------- |
| Szwecja Singles Top 60 Chart        | 44                |
| Szwajcaria Singles Chart            | 3                 |
| Włochy Singles Chart                | 29                |
| UK Singles Chart                    | 4                 |
| USA Billboard Hot 100               | 9                 |
| USA Billboard Pop 100               | 16                |
| USA Billboard Hot R&B/Hip-Hop Songs | 13                |
| United World Chart                  | 7                 |